# Kiryat Yam
Kiryat Yam (tiếng Hebrew: קריית ים, tiếng Ả Rập: كريات يام) là một thành phố Israel. Thành phố thuộc quận Haifa. Thành phố có diện tích 4,339 km2, dân số năm 2009 là 37.700 người.
Kiryat Yam có cự ly 12 km (7,5 dặm) về phía bắc Haifa. Đây là một trong một nhóm của các vùng ngoại ô Haifa được biết đến như Krayot, nằm trên bờ biển Địa Trung Hải, giữa Kiryat Haim và các khu vực Tzur Shalom công nghiệp, phía đông của Kiryat Motzkin.

## Lịch sử
Một dải đất rộng bên Vịnh Haifa đã được Khối thịnh vượng chung Zion Mỹ mua từ các gia đình Sursock của Beirut vào năm 1925. Năm 1928, Bayside Land Corporation, một liên doanh của Công ty kinh tế Palestine và Quỹ Dân tộc Do Thái Quỹ, đã mua 2.400 dunam đất ở trong một thỏa thuận liên quan đến việc xây dựng đường ống dẫn dầu IPC. Việc phát triển một khu dân cư bắt đầu vào năm 1939, và các ngôi nhà đầu tiên đã được hoàn thành vào năm 1940.

## Nhân khẩu học
Kiryat có dân số 45.000 cư dân. Khu vực phía bắc của thị trấn là nơi để nhiều người nhập cư từ Liên Xô cũ, Bắc Phi và Ethiopia, trong đó thành phố và thị trưởng Shmuel Sisso của nó đã làm việc để xây dựng hàng chục trung tâm và nhà để giúp những người nhập cư định cư. Thành phố được xếp hạng trung bình trên quy mô kinh tế - xã hội.
Kiryat Yam có 15 trường mầm non, trường tiểu học và 3 trường trung học (Rabin, Rodman & Levinson) với 10.000 học sinh.